# GSC3983-2744
GSC3983-2744 — хімічно пекулярна зоря спектрального класу B8, що має видиму зоряну величину в смузі V приблизно 10,8.